# 米德爾塞克斯
米德爾塞克斯（發音：/ˈmɪdəlsɛks/ ⓘ；或譯密德瑟斯、米德塞克斯；粵譯美度石士），是英格蘭東南部的一個歷史郡，現為大倫敦一部分。此郡東接埃塞克斯郡、北鄰赫特福德郡，西連白金汉郡，南毗薩里郡，為英格蘭歷史郡中面積第二小的郡，僅次於拉特蘭郡。
米德爾塞克斯因該地為中世紀前期中撒克遜人之聚居地而得名。儘管原先為郡一部分的倫敦市在12世紀獲得自治權，得以借由倫敦市郡長一職對米德爾塞克斯施加影響，但米德爾塞克斯仍大體獨立於倫敦以外。中世紀開始郡下轄的塔村、查令十字、西敏等地逐漸發展爲城鎮，而其餘鄉村地帶亦在18世紀中葉因倫敦不斷發展而迅速城鎮化。
儘管倫敦的城鎮區域向米德爾塞克斯不斷擴展，倫敦市法團仍屢次反對將市界延伸至該郡，導致地方治理、基礎建設以及司法運作出現諸多困難。涵蓋倫敦東區與西區的米德爾塞克斯東南部在18及19世紀人口密度尤為集中。為應對此類挑戰，1855年，米德爾塞克斯東南部地區連同肯特郡與薩里郡部分區域被納入大都會工程委員會治下，以建設基礎設施，惟行政上仍歸米德爾塞克斯管理。倫敦警察廳亦於19世紀逐步建立，以應倫敦大都會之治安所需。
《1888年地方政府法令》於英格蘭設立行政郡專責郡政事務，並將米德爾塞克斯約兩成之土地及三分之一人口劃入新設之倫敦郡，餘下部分重組為米德爾塞克斯行政郡，由米德爾塞克斯郡議會管轄。隨著倫敦都會區繼續向外擴張以納入因公共交通及工業發展，而城鎮化的郊區，1965年施行的《1963年倫敦政府法令》改設大倫敦以管理都會區全境，並取代原有之倫敦郡及米德爾塞克斯郡大部。。

## 歷史

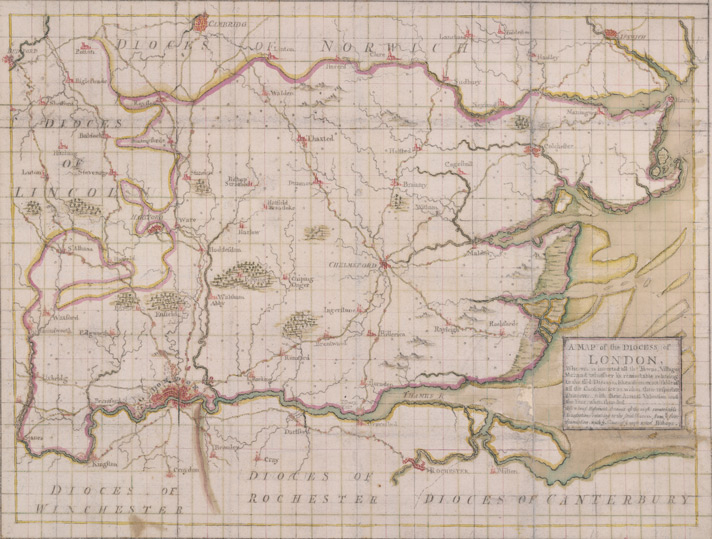
1714年時米德爾塞克斯郡為倫敦教區之一部分。

1769年米德爾塞克斯郡地圖，由湯瑪斯·基欽所繪

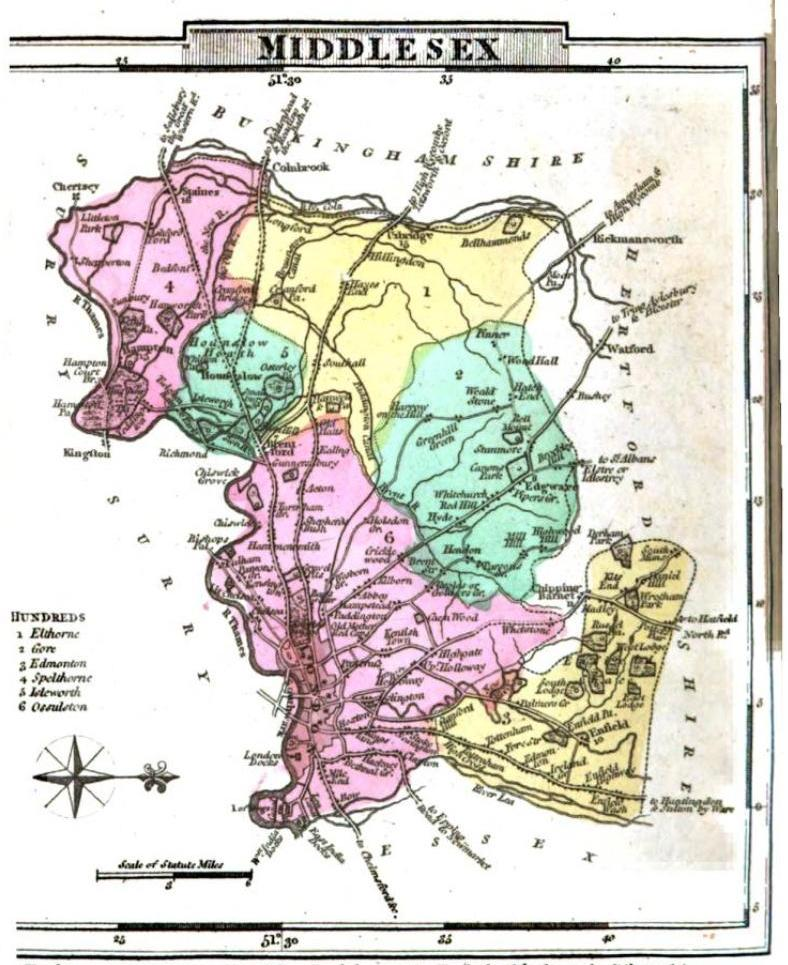
1824年米德爾塞克斯郡地圖（注意地圖西方向上）

### 起源
米德爾塞克斯一帶最早可上溯至中世紀前期雅息士王國的中撒克遜省。儘管歷史文獻未有明確記載該省之具體疆域，但可確定其至少涵蓋今米德爾塞克斯郡及赫特福德郡大部。歷史學家亦不肯定該省是否完全處於雅息士王國之治下：當時之土地契約顯示其并非雅息士王國的核心领土；有學者更推測該地曾某一時期可能為一獨立政體。雅息士王國有時候是由兩位国王共同统治，中撒克逊省很可能是其中一位共治国王的领地。 米德爾塞克斯郡以及赫特福德郡與雅息士的連結還反映在今天的坎特伯里教省下的倫敦教區，其轄區自創立始即以雅息士王國疆界为基础，一直沿用至1846年改制。

### 名稱
米德爾塞克斯（Middlesex）一詞之字面意義為「中撒克遜的（人民與土地）」，源自古英語（中）與（撒克遜人）之組合。類似的地名例子還有雅息士（東撒克遜）、韋塞克斯（西撒克遜）及萨塞克斯（南撒克遜）等。該地在704年的拉丁語文獻中已被稱作。
撒克遜人之自稱則來自其所使用的撒克斯刀（seax）。撒克斯刀亦出現在米德爾塞克斯郡及雅息士郡之徽章中。

### 早期地方政府
米德爾塞克斯正式設郡的具體日期已不可考，惟一般認為其最早可上溯至10世紀初期。1086年的《末日審判書》上記載米德爾塞克斯郡下設六個百戶：埃德蒙頓、埃爾索恩、戈爾、豪恩斯洛（Hounslow，後期文獻均改作艾索沃斯）、奧薩爾斯頓，及斯佩爾索恩。各百戶均設有百戶法院（Hundred court），負責管理各地之十戶聯保制度。各百戶亦再下劃為教區，處理濟貧、道路等地區事務。倫敦市自1132年起獲授法人地位，擁有獨立司法權。米德爾塞克斯亦涵蓋西敏市——該地原由西敏寺控制，但在亨利八世解散修道院後改設市民法院（Court of Burgesses）填補解散西敏寺所導致的權力真空。除倫敦市與西敏市以外，米德爾塞克斯並無下設其他自治市鎮。
六個百戶當中，奧薩爾斯頓所轄範圍最為鄰近倫敦市，亦爲最早城鎮化的地區。該百戶在17世紀被細分成五個分區：芬斯伯里（Finsbury）、霍本（Holborn）、肯辛頓（Kensington）、塔、西敏，共同承擔原百戶之行政職能。當中塔區由於為倫敦塔之所在地，故相比其他分區兼具更多職能（見下文）。
米德爾塞克斯從13世紀起選出兩名郡騎士代表出任國會議員。
在百戶法院在19世紀中葉逐步式微後，其原負責的地方治理改由郡級之四季法院以及各教區之委員會處理。隨著米德爾塞克斯逐漸城鎮化，未經規劃的發展以及霍亂疫情頻發促使政府設置地方衛生局以及聯合救貧區以協調各教區之衛生及扶貧工作。《1872年公共衛生法令》正式在米德爾塞克斯下設衛生分區，為後來區級政府之前身。

### 塔區
塔區，或作塔村區（Tower Hamlets），範圍大致相當於現大倫敦塔村區及哈克尼區。塔區作爲倫敦塔之所在地，其兼具百戶及郡級之司法、行政、軍事職能，構成一種類似「郡中之郡」的特殊體制——與約克郡之瑞丁次級區劃相類似。塔區擁有自己的四季法院及太平紳士（兩者均一般只設於各郡），亦獨自設有郡尉，不受米德爾塞克斯管理。

### 都會擴張之挑戰

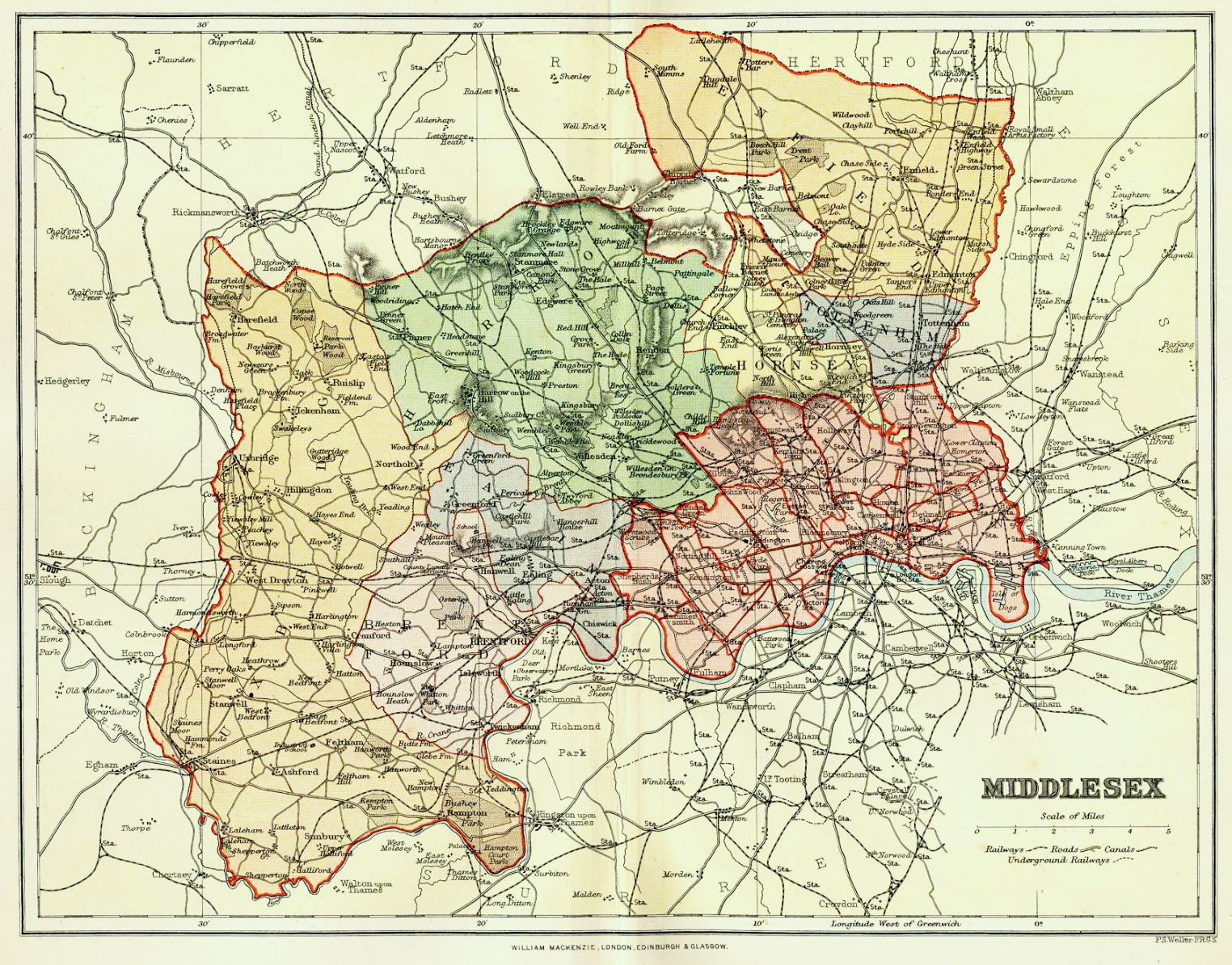
米德爾塞克斯郡，約1891年至1895年間

至19世紀之際，不斷擴張的倫敦都會區導致倫敦東區向東延伸至埃塞克斯郡，作爲實際行政分區的塔區其人口更突破一百萬人。逐步發展的鐵路建設亦推動了倫敦市郊向西北方向擴張，逐步覆蓋米德爾塞克斯全境。1829年成立的倫敦警察廳原先只負責倫敦鄰近地區（如塔區及西敏市等地）之治安維護，其管轄範圍亦在1840年擴大至米德爾塞克斯全境。
米德爾塞克斯的地方政府並未因《1835年市議會組織法令》而出現制度性變革——公共工程與郡政事務仍舊由各地的教區委員會或非常設之改進專員會負責。1855年成立的大都會工程委員會將米德爾塞克斯人口最為稠密的東南部納入管理，負責建設基礎設施，但該地區行政上仍為米德爾塞克斯郡一部分。儘管此制度旨在回應都會擴張帶來的挑戰，不斷的貪污醜聞導致時人對其評價普遍負面。
| 年份 | 埃德蒙頓百戶 | 埃爾索恩百戶 | 戈爾百戶 | 艾索沃斯百戶 | 奧薩爾斯頓百戶 | 奧薩爾斯頓百戶 | 奧薩爾斯頓百戶 | 奧薩爾斯頓百戶 | 斯佩爾索恩百戶 | 倫敦市 | 倫敦市 | 四所律師學院及其分院 | 西敏市及自由地 | 總計      |
| 年份 | 埃德蒙頓百戶 | 埃爾索恩百戶 | 戈爾百戶 | 艾索沃斯百戶 | 霍本區         | 芬斯伯里區     | 肯辛頓區       | 塔區           | 斯佩爾索恩百戶 | 城牆内 | 城牆外 | 四所律師學院及其分院 | 西敏市及自由地 | 總計      |
| ---- | ------------ | ------------ | -------- | ------------ | -------------- | -------------- | -------------- | -------------- | -------------- | ------ | ------ | -------------------- | -------------- | --------- |
| 1801 | 16,885       | 12,959       | 6,968    | 9,266        | 171,202        | 73,268         | 40,642         | 189,937        | 10,228         | 63,832 | 63,145 | 1,907                | 157,890        | 818,129   |
| 1811 | 20,577       | 15,266       | 8,738    | 10,669       | 214,946        | 92,538         | 54,550         | 238,089        | 11,655         | 55,484 | 63,027 | 1,796                | 166,438        | 953,774   |
| 1821 | 24,771       | 17,843       | 9,806    | 12,285       | 272,131        | 119,802        | 70,808         | 292,330        | 13,417         | 56,174 | 67,034 | 1,546                | 186,584        | 1,144,531 |
| 1831 | 26,930       | 20,091       | 11,315   | 13,568       | 341,981        | 151,409        | 87,961         | 360,372        | 15,212         | 55,778 | 66,126 | 1,271                | 206,116        | 1,358,130 |
| 1841 | 30,683       | 25,697       | 12,487   | 15,893       | 399,218        | 185,174        | 109,342        | 428,657        | 16,587         | 54,626 | 68,103 | 1,708                | 226,241        | 1,574,416 |
| 1851 | 32,109       | 26,240       | 12,956   | 18,463       | 480,942        | 239,788        | 151,557        | 537,139        | 17,305         | 54,702 | 72,527 | 1,398                | 241,450        | 1,886,576 |
| 1861 | 40,885       | 31,516       | 15,341   | 23,610       | 551,487        | 312,553        | 198,786        | 645,677        | 19,440         | 44,400 | 67,055 | 1,272                | 254,463        | 2,206,485 |
| 1871 | 57,332       | 35,395       | 21,291   | 30,463       | 604,891        | 381,702        | 307,997        | 751,754        | 26,947         | 28,093 | 46,170 | 1,138                | 246,592        | 2,539,765 |
| 1881 | 94,185       | 39,291       | 27,029   | 35,206       | 622,865        | 482,264        | 452,183        | 853,903        | 33,460         | 18,851 | 28,873 | 1,011                | 228,993        | 2,920,485 |

### 1889年改革：部分併入倫敦行政郡

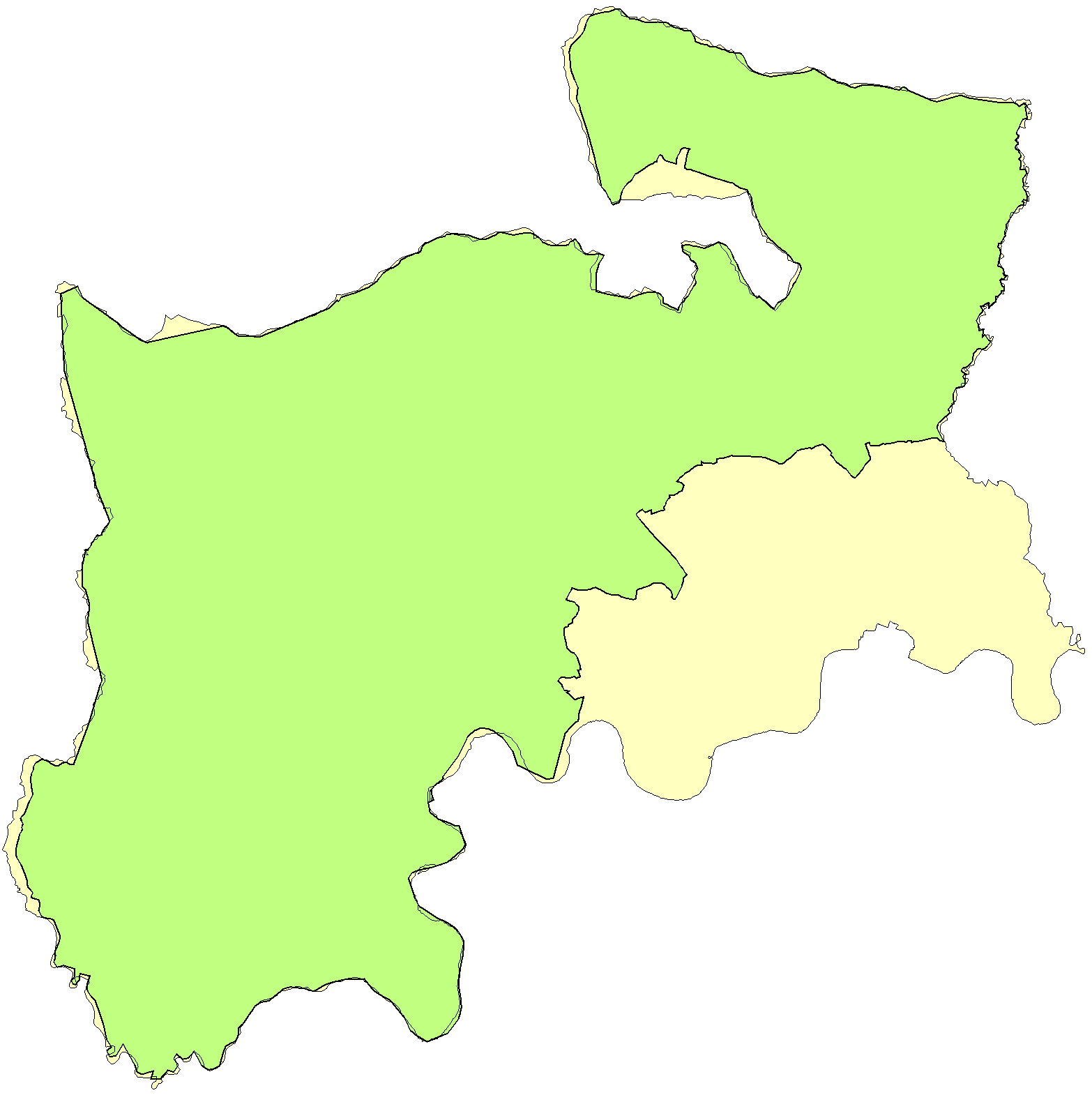
此地圖顯示米德爾塞克斯於1851年（淺黃）及1911年（檸檬綠）的疆界。除了北部芒肯哈德利被劃入赫特福德郡及東南部被劃入新設之倫敦郡外，其餘疆界大致保持不變。

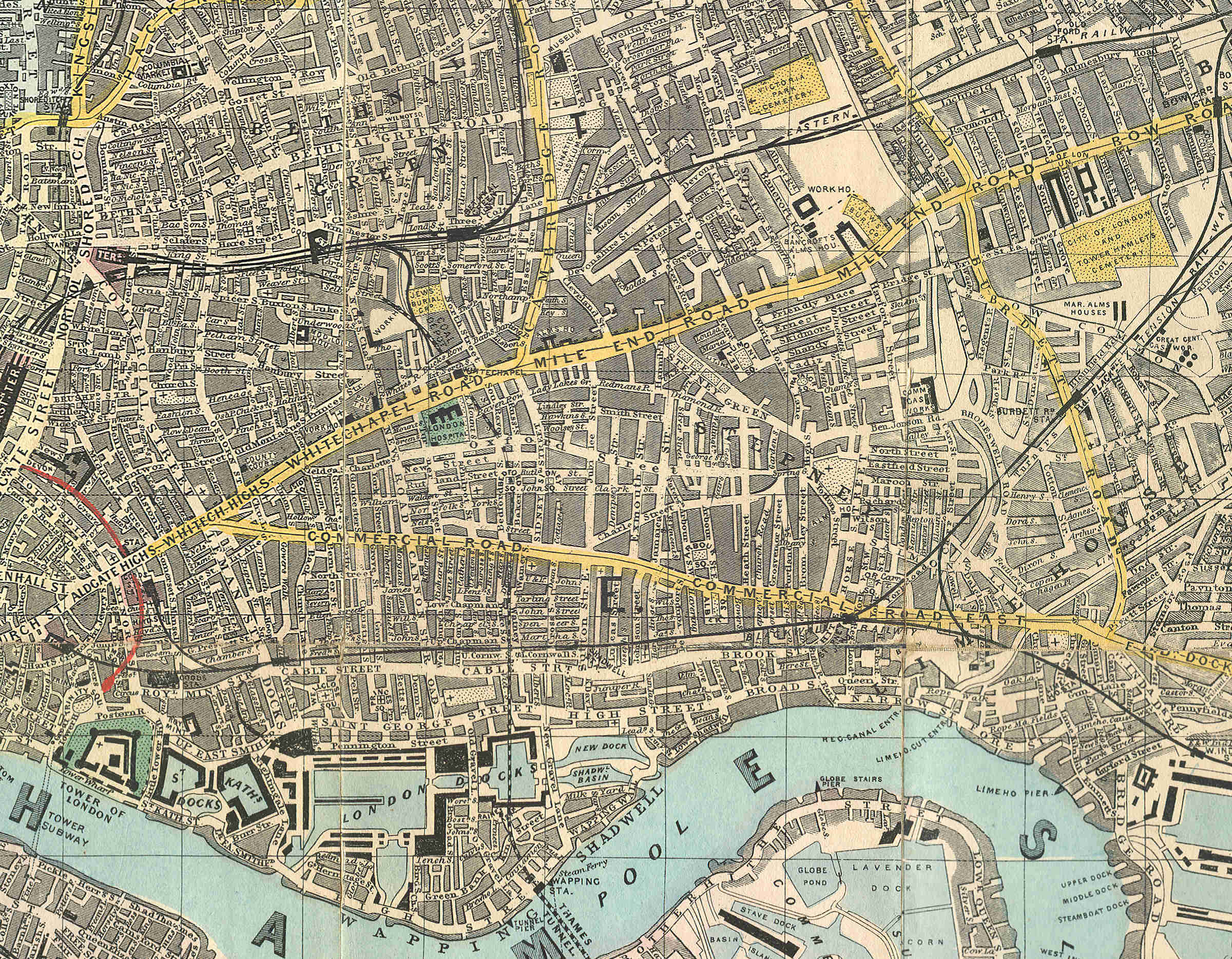
1882年的倫敦東區地圖顯示該區已完全城市化。

1889年施行的《1888年地方政府法令》，將米德爾塞克斯中約120平方公里之都會區劃入新設之倫敦行政郡，並同時設立相對應的名譽郡。《1899年倫敦政府法令》將倫敦郡細分為28個都會自治市，當中18個為原米德爾塞克斯郡之轄地：
- 貝思納爾綠地
- 車路士
- 芬斯伯里
- 富勒姆
- 哈克尼
- 哈默史密斯
- 漢普斯特德
- 霍本
- 伊斯靈頓
- 肯辛頓(皇家自治市）
- 帕丁頓
- 波普勒
- 肖迪奇
- 聖馬里波恩
- 聖潘克拉斯
- 斯特普尼
- 斯托克紐因頓
- 西敏（英语：City and Liberty of Westminster）（獲賜城市地位）

### 1889年改革：新設之米德爾塞克斯行政郡
依據《1888年地方政府法令》，新設的米德爾塞克斯郡議會負責管轄原米德爾塞克斯餘下未劃入倫敦郡的部分，惟芒肯哈德利教區被劃歸赫特福德郡。米德爾塞克斯郡尉之管轄區域（即名譽郡）亦相應遭到調整。米德爾塞克斯行政郡並未下設郡自治市鎮，故名譽郡及行政郡之郡界完全重合。米德爾塞克斯郡亦於此時重獲委任郡長之權——該職位自12世紀以來一直由倫敦市之郡長兼任。
《1894年地方政府法令》基於原設置的衛生分區進一步將米德爾塞克斯劃分為31個城區及4個鄉區。其中南霍恩西城區（South Hornsey）為米德爾塞克斯位處倫敦郡内之飛地，並在1900年劃歸後者管轄。四個鄉區分別為亨頓、南敏斯、史坦斯、及堊橋，但均隨著都市化加速而於1934年前遭裁撤。其餘城區則歷經大量整併，大部分於1965年前已升格為市自治市鎮。1961年人口普查時米德爾塞克斯郡的行政區劃如下：
| 1. 波特斯巴城區 2. 恩菲爾德市自治市鎮 3. 南門市自治市鎮 4. 埃德蒙頓市自治市鎮 5. 托特納姆市自治市鎮 6. 伍德格林市自治市鎮 7. 費倫巴尼特城區 8. 霍恩西市自治市鎮 9. 芬奇利市自治市鎮 10. 亨頓市自治市鎮 11. 哈羅市自治市鎮 12. 雷士廉-諾斯伍德城區 13. 堊橋市自治市鎮 | 1961年米德爾塞克斯郡之行政區劃 | 1. 伊靈市自治市鎮 2. 溫布萊市自治市鎮 3. 威爾斯登市自治市鎮 4. 厄頓市自治市鎮 5. 賓福特及車士域市自治市鎮 6. 赫斯頓及艾索沃斯市自治市鎮 7. 紹索爾市自治市鎮 8. 海耶斯及哈靈頓城區 9. 尤斯利及西德雷頓城區 10. 史坦斯城區 11. 費特咸城區 12. 特威克納姆市自治市鎮 13. 泰晤士河畔森伯里城區 |

自1889年改革以來，倫敦週遭之郊區繼續擴張，並在大都會鐵路沿線之開發計劃協助下幾乎佔滿米德爾塞克斯全郡。此一都市化趨勢最早於1771年由托比亞斯·斯莫萊特在其作品《漢弗萊·克林克歷險記》中預見，他寫道：
皮姆利科和騎士橋幾近與車路士和肯辛頓相連，如果這種熱潮再延續半世紀，那麼我想整個米德爾塞克斯都將被磚瓦所覆蓋。
1933年成立的伦敦乘客运输委员会將米德爾塞克斯及倫敦郡的地铁、电车及公交车线路整合为统一的交通系统。
由於米德爾塞克斯鄰近首都倫敦，其於第二次世界大戰期間亦扮演重要角色。米德爾塞克斯與倫敦一樣遭受空襲，郡内多處軍事設施，如堊橋皇家空軍基地及赫斯頓飛行場亦參與了不列顛戰役。

### 郡治

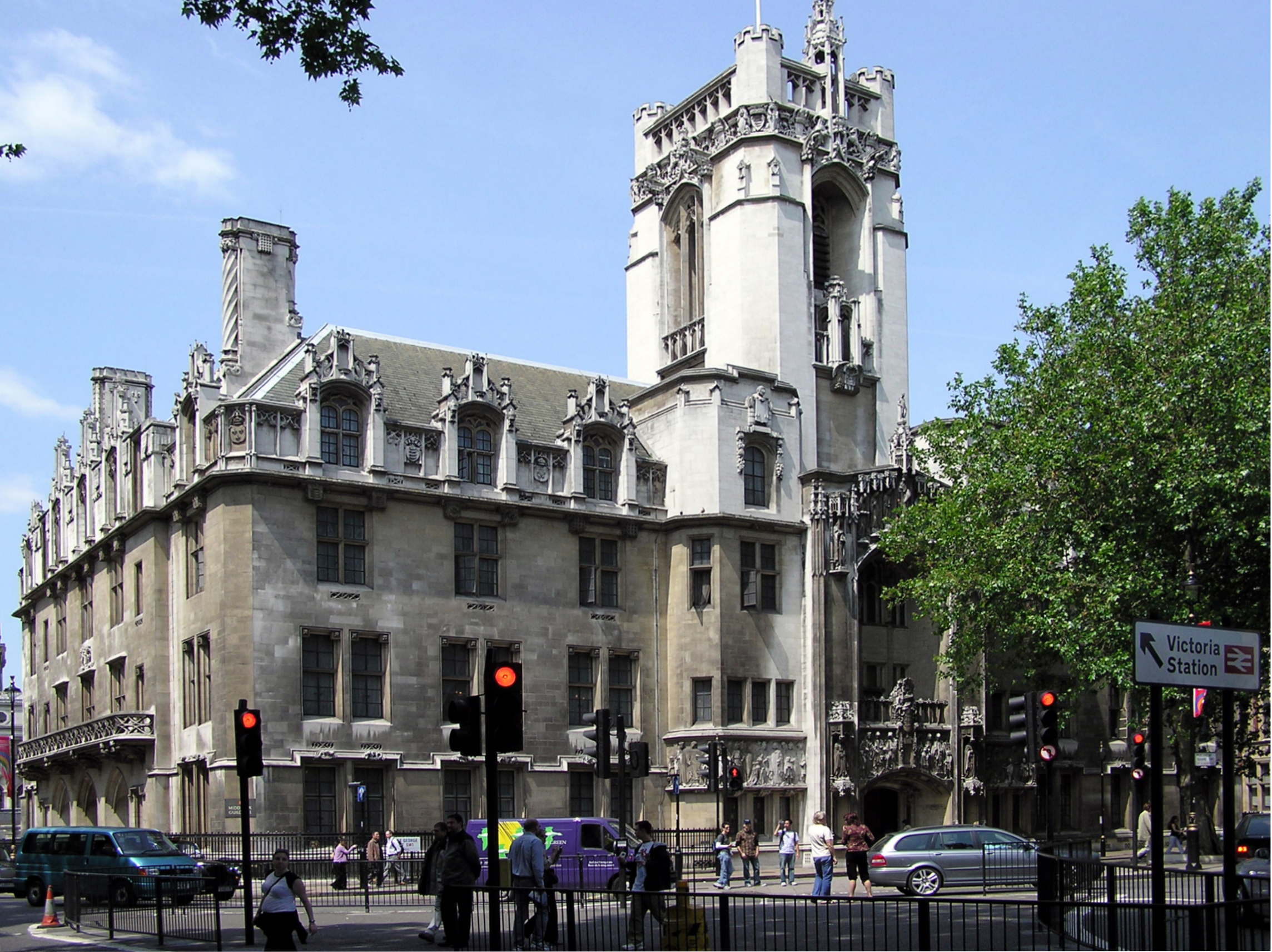
西敏市之米德爾塞克斯市政廳，現爲英國最高法院所在地。

米德爾塞克斯可謂從未設立過郡治，其大多數郡政事務均在倫敦市處理——奧卑利為該郡巡迴審判庭所在地，郡長一職至1889年前亦由倫敦市法團委任。米德爾塞克斯之四季法院從1612年至1782年位處克勒肯維爾的希克斯堂（Hicks Hall），而自1782年起則遷至同區之米德爾塞克斯法院大樓（Middlesex Sessions House），沿用至1921年。賓福特從1701年起就爲下議院議員選舉之選舉地點，故於1789年首次被視為該郡郡治。當時的倫敦遊記將賓福特稱作「被視作郡治，但該地既無市政廳亦無其他公共建築物。」
1889年成立的米德爾塞克斯郡議會將會址設於西敏市之米德爾塞克斯市政廳。西敏市於同年被劃入新設之倫敦郡，但市政廳仍歸屬米德爾塞克斯所有。

### 改設大倫敦郡
内倫敦（時為倫敦郡）的人口自1889年設立後便因居民遷移到郊區而逐步下降。戰間期時新興工業（如汽車製造業及化工業）以及公共交通系統發展亦促使郊區繼續擴展。
第二次世界大戰後，自1951年至1961年間，倫敦郡與米德爾塞克斯鄰近倫敦郡之地區人口持續減少，其餘地區則穩定增長。根據1961年的人口普查數據，伊靈、恩菲爾德、哈羅、亨頓、赫斯頓及艾索沃斯、托特納姆、溫布萊、威爾斯登以及特威克納姆等市自治市鎮之人口皆已突破10萬人，足以申請郡自治市鎮地位——倘若所有上述市自治市鎮皆升格為郡自治市鎮，米德爾塞克斯之人口將減少逾半至不足100萬人。
1957年設立的大倫敦的地方政府皇家委員會試圖改革大倫敦地區的地方政府。委員會曾一度提議將米德爾塞克斯拆分成北米德爾塞克斯及西米德爾塞克斯兩個行政郡，但最終建議廢除整個米德爾塞克斯郡，並合併轄下各自治市鎮及城區。建議書作爲《1963年倫敦政府法令》獲國會通過，並於1965年4月1日施行。法令廢除米德爾塞克斯及倫敦郡兩行政郡，並以大倫敦郡取代之。《1964年司法行政法令》亦對名譽郡做出類似修改。

## 伯爵爵位
米德爾塞克斯伯爵此爵位曾於1622年及1677年兩度被創設，但於1843年絕嗣。

## 地理
米德爾塞克斯地處倫敦盆地之內，主要地理特徵為泰晤士河，亦為米德爾塞克斯之南部郡界。郡界東、西分別為利河及科恩河。全郡整體地勢較低，北部以黏土層為主，南部則為礫石及沖積層所覆。

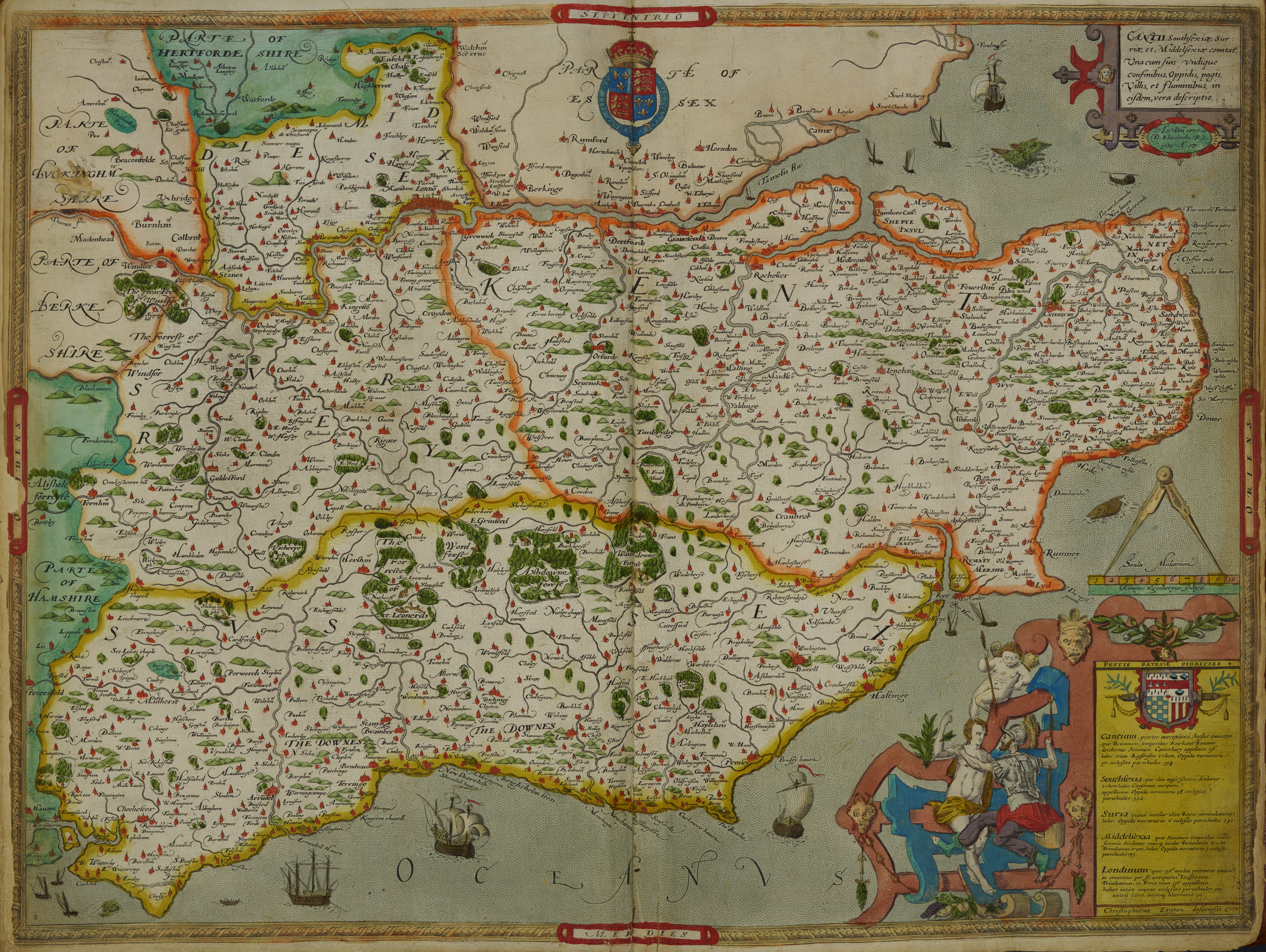
1575年描述肯特郡、萨塞克斯郡、薩里郡及米德爾塞克斯郡的手繪地圖

## 經濟發展
米德爾塞克斯地區早在設郡之前數千年，即有人類定居之跡象。全郡經濟主要為農業，為倫敦市供應各類農產品與建材。旅游業自16世紀末逐漸興起——方志學家約翰·諾登記載該郡因其「衆多裝飾及珍稀設計，週遭又有衆多果園、雅致步道、亭閣、林蔭道和佳餚陳設」而吸引遊客。艾索沃斯、托特納姆、埃德蒙顿、霍恩西等地之旅館與茶園在17至18世紀間為倫敦市民一日遊之熱點。漢普頓宮亦於1838年向公眾開放，僅1851年全年累計訪客即達35萬人次。
18世紀期間，米德爾塞克斯逐漸城市化，成為倫敦市郊一部分。1839年起逐步興建的放射型鐵路徹底改變米德爾塞克斯之經濟格局，由供應倫敦之農產，轉向大規模住宅建設。北部地區如托特納姆、埃德蒙顿、恩菲爾德等率先發展成通勤郊區，由大東部鐵路直連倫敦市中心。西邊通往溫莎之鐵路於1848年竣工，連接倫敦市區的大都會鐵路及區域鐵路亦自1878年起逐步向市郊延伸。靠近倫敦的阿克頓、威爾斯登、伊靈、霍恩西等地區則納入倫敦的路面電車和巴士路網，使居民可通勤至倫敦市區。
第一次世界大戰後，新興工業（如汽車製造業及化工業）主要集中在海耶斯與皇家公園等地。郡內人口在大量就業機會下持續增長，並於1951年達到歷史高峰。

## 郡旗及紋章

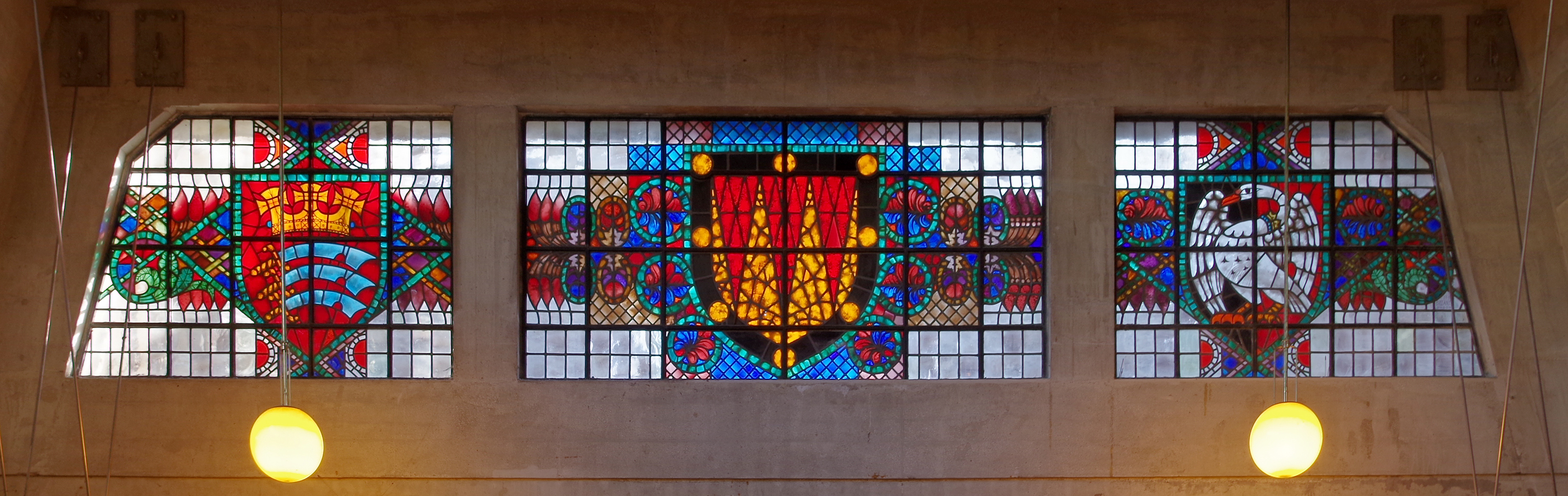
阿克斯布里奇站大堂鑲嵌的米德爾塞克斯郡（左）和白金漢郡（右）紋章

米德爾塞克斯郡旗為米德爾塞克斯郡的旗幟，並於旗幟學會正式注冊為郡旗。該旗為原米德爾塞克斯郡議會之旗幟。旗幟設計可上溯至中世紀的紋章官認定的埃塞克斯王國紋章，數百年來一直被米德爾塞克斯及鄰近的埃塞克斯郡使用。紋章為紅底上加三把撒克斯刀。1910年米德爾塞克斯郡議會發現米德爾塞克斯郡及埃塞克斯郡的郡議會均使用同一個紋章，遂向紋章院申請一個正式紋章供米德爾塞克斯郡議會使用。郡議會決定在原有紋章上添加一「撒克遜王冠」以加以區分，其靈感來自埃塞尔斯坦所鑄銀幣上的國王肖像，據信為英格蘭君主最早使用之王冠。佐治五世於1910年11月7日正式透過皇室制誥授予紋章予郡議會使用。
| 米德爾塞克斯郡議會紋章 | 米德爾塞克斯郡議會之紋章可描述為：「紅底，三把橫置撒克斯刀，劍尖朝左，劍柄與劍頭為自然色，盾頂中為一金色撒克遜王冠。」 |

未加以改變的原紋章及後在1932年授予埃塞克斯郡議會使用。撒克斯刀及撒克遜王冠均可見於現今多個倫敦自治市鎮議會紋章之中，而繼承米德爾塞克斯郡及倫敦郡的大倫敦郡，其議會紋章亦有採用撒克遜王冠。

### 引用
1. 1 2 3 4  . A History of the County of Middlesex: Volume 22. 1911  [2008-02-20]. （原始内容存档于2011-05-14）.
2. 1 2 3 4  Great Britain Historical GIS / University of Portsmouth,  Middlesex population (area and density). Retrieved 2008-02-20.
3. ↑  . 海词词典.   [2021-12-26]. （原始内容存档于2021-12-26）.
4. ↑  . 國家教育研究院雙語詞彙、學術名詞暨辭書資訊網.   [2021-12-26]. （原始内容存档于2021-12-26）.
5. ↑  .   [2022-07-12]. （原始内容存档于2022-05-03）.
6. ↑  Francis Sheppard; Victor Belche; Philip Cottrell. . The London Journal (Taylor & Francis Online). 1979, 5 (2): 176–217. doi:10.1179/ldn.1979.5.2.176.
7. 1 2  Kessler, P. L. . The History Files.   [2025-07-13] （英语）.
8. 1 2  Page, William. . . London: Victoria County History. 1911: 15–60  [2025-07-13]. （原始内容存档于2025-02-10） （英语）.
9. 1 2  Saint, Andrew. . London: Hambledon Press. 1989. ISBN 1-85285-029-9.
10. 1 2  Barlow, I. M. . . London: Routledge. 1991: 48-98. ISBN 978-1-00-365613-5.
11. 1 2 3 4  Wolmar, Christian. . London: Atlantic Books. 2012. ISBN 978-1-84-887253-0.
12. 1 2  Great Britain Historical GIS / University of Portsmouth, Middlesex. Retrieved 2008-02-20. （页面存档备份，存于） .   [2008-02-20]. （原始内容存档于2012-02-01）.
13. ↑  Keightley, Thomas. . Longman. 1842  [2022-08-23]. （原始内容存档于2021-12-11）.
14. ↑  Yorke 2002，第47-52頁
15. ↑  Stephenson, Carl. . The Journal of Economic History. 1944-11-01, 4 (2): 216–217. ISSN 1471-6372. doi:10.1017/S0022050700081407 （英语）.
16. ↑  Robbins 2003，第45-58頁
17. ↑  Podmore, C. J.  (PDF). 英格蘭教會: 4,18-19,33-34. 2008-07-26  [2025-06-21]. （原始内容存档 (PDF)于2025-06-21） （英语）.
18. ↑  de Gray Birch, Walther (编). . Cambridge University Press. 2012-05-24: 163  [2018-11-30]. ISBN 978-1108045070.
19. ↑  Bosworth, Joseph, D.D., F.R.S. An Anglo-Saxon Dictionary 的存檔，存档日期2008-05-09.. Retrieved 2008-07-16.
20. ↑  Docherty, Frank. . myArmoury.com.   [2025-07-14]. （原始内容存档于2025-05-24） （英语）.
21. 1 2  . The Times (39423) (London). 1910-11-07. p. 11.
22. ↑  Rippon, Stephen. . Oxford: Oxford University Press. 2018: 320–321 [2018]. ISBN 978-0-19-875937-9.
23. ↑  . www.londonlives.org.   [2022-05-02]. （原始内容存档于2025-05-31）.
24. 1 2 3 4  .   [2008-02-20]. （原始内容存档于2007-10-26）.
25. ↑  London Metropolitan Archives,  (PDF), （原始内容 (PDF)存档于2011-07-04）
26. ↑  Great Britain Historical GIS / University of Portsmouth, Ossulstone hundred. Retrieved 2008-02-20. Archive.today的存檔，存档日期2012-12-24 .   [2008-02-20]. （原始内容存档于2012-12-24）.
27. ↑  Carpenter 2004，第377頁
28. ↑  Jobson 2012，第132頁
29. ↑  Carpenter 1996，第393頁
30. ↑  Archer, Peter.  2nd. Penguin. 1963: 121–124.
31. ↑  Robbins 2003，第199–205頁
32. 1 2  Lipman, V. D. . Oxford: Basil Blackwell. 1949.
33. ↑  Lambert, Royston. . Victorian Studies. 1962, 6 (2): 121-150  [2025-07-14]. （原始内容存档于2024-04-05） –JSTOR.
34. ↑  . The Yorkshire Ridings Society.   [2017-12-03]. （原始内容存档于2025-06-21）.
35. ↑  Strype, John. .  1. London. 1720: 77  [2025-07-14]. ISBN 0-9542608-9-9. （原始内容存档于2024-11-30） （英语）.
36. ↑  Weinreb, Ben; Hibbert, Christopher (编). .  2nd. Macmillan: 894-895. 1993  [2025-07-13] （英语）.
37. ↑  . . 英國國會: 下议院. 1926-05-03. 第20卷. （页面存档备份，存于）
38. ↑  . Friendsofmethistory.co.uk.   [2009-05-08]. （原始内容存档于2009-02-03）.
39. ↑  . London Gazette. 1840-10-13: 2250.
40. ↑  Fletcher, Joseph. . Journal of the Statistical Society of London. 1844, 7 (2): 103-143  [2025-07-13]. doi:10.2307/2338087 –JSTOR.
41. ↑  Clifton, Gloria C. . London: The Athlone Press. 1992: 17–22. ISBN 9780485113877.
42. ↑  . A History of the County of Middlesex: Volume 22. 1911  [2008-02-20]. （原始内容存档于2011-05-14）.
43. ↑   本条目包含来自公有领域出版物的文本: Chisholm, Hugh (编). .  (第11版). London: Cambridge University Press. 1911.
44. ↑  Esslemont, P.  (PDF). The Seaxe. Middlesex Heraldry Society: 4. 1985-01-01  [2019-07-18]. （原始内容存档 (PDF)于2025-06-21） （英语）.
45. ↑  Great Britain Historical GIS / University of Portsmouth, Monken Hadley. Retrieved 2008-02-20. （页面存档备份，存于） .   [2023-05-12]. （原始内容存档于2022-06-05）.
46. 1 2  Robbins 2003，第189頁
47. ↑  Youngs, Federic A. . London: University College London. 1980.
48. 1 2 3 4  Great Britain Historical GIS / University of Portsmouth,  Census 1961: Middlesex population. Retrieved 2025-07-13.
49. ↑  Royston, Jack. . Harrow Times. 2007-11-24  [2025-07-13] （英语）.
50. ↑  Suburban Electric Railway Association. . （原始内容存档于2012-04-01） （英语）.
51. ↑   (PDF). （原始内容 (PDF)存档于2011-07-15）.
52. ↑  Smollett, Tobias George; Anderson, Robert. . 1806  [2015-01-30].
53. ↑  Reed, John. . London: Capital Transport Publishing. 1997.
54. ↑  , 英國成文法資料庫, 國家檔案館, 1933 c. 14
55. ↑  Royal Air Force. . Royal Air Force. 2005-02-16  [2025-07-13]. （原始内容存档于2008-02-16） （英语）.
56. ↑  London Record Society. . London: London Record Society. 1991. Introduction: Process and Procedures  [2025-07-14]. （原始内容存档于2025-04-26） –British History Online.
57. 1 2 3 4 5  Greater London Group. . London: 倫敦政治經濟學院. 1959-07-01.
58. ↑  Temple, Philip (编). . . London: London County Council. 2008: 86-114  [2025-07-13]. （原始内容存档于2025-03-14） –British History Online （英语）.
59. ↑  . London Remembers. London Remembers.   [2020-10-17]. （原始内容存档于2025-04-29） （英语）.
60. ↑   本条目包含来自公有领域出版物的文本: Chisholm, Hugh (编). .  (第11版). London: Cambridge University Press. 1911.
61. ↑  Bolton, Diane K.; Croot, Patricia E. C.; Hicks, M. A. . Baker, T. F. T.; Elrington, C. R.  (编). . London: Victoria County History. 1982: 113-120  [2025-07-14]. （原始内容存档于2025-02-15） –British History Online.
62. ↑  Lysons, Daniel. . . London: T Cadell and W Davies. 1795: 39-58  [2025-07-14]. （原始内容存档于2025-04-26） –British History Online.
63. ↑  , 英國成文法資料庫, 國家檔案館, 1888 c. 41
64. ↑  Scott, Peter. . International Review of Social History. 2001-01-12, 45 (3): 449-474  [2025-07-13]. doi:10.1017/S0020859000000249. （原始内容存档于2024-12-15）.
65. ↑  Great Britain Historical GIS / University of Portsmouth, London AdmC through time | Population Statistics | Total Population. Retrieved 2025-07-13.
66. ↑  Great Britain Historical GIS / University of Portsmouth,  Middlesex AdmC through time | Population Statistics | Total Population population. Retrieved 2025-07-13.
67. ↑  Holden, F. W. . The American Political Science Review. 1946, 40 (3): 533-544  [2025-07-13]. doi:10.2307/1949327 –JSTOR.
68. ↑  . The Times (London). 1960-10-20.
69. ↑  , 英國成文法資料庫, 國家檔案館, 1963 c. 33  (s. 3)
70. ↑  , 英國成文法資料庫, 國家檔案館, 1963 c. 33  (s. 89)
71. ↑  . . 英國國會: 上议院. 1963-12-02. 第832–871卷. （页面存档备份，存于）
72. ↑   本条目包含来自公有领域出版物的文本: Chisholm, Hugh (编). .  (第11版). London: Cambridge University Press. 1911.
73. 1 2  Natural England. . Natural England. 2014-06-10  [2025-07-10]. （原始内容存档于2024-06-21） （英语）.
74. ↑  . collections.leventhalmap.org.   [2021-09-26]. （原始内容存档于2023-04-05）.
75. ↑  . Twickenham Museum. 2014-11-10  [2025-07-13]. （原始内容存档于2014-11-10） （英语）.
76. ↑  Mendyk, S.G. . Toronto: University of Toronto Press. 1989.
77. 1 2  Robbins 2003，第190–192頁
78. ↑  Ashton, Geoff. . Great Eastern Journal. 2013-04-01, 154: 24-32.
79. ↑  Tuff, J. . Enfield: J.H. Meyers. 1858."
80. ↑  Alan Godfrey Maps. Godfrey, Alan , 编. . 1998. Introduction. ISBN 978-0-85054-966-9.
81. ↑  Williams, R. A. . 1: The formative years. Newton Abbot: David & Charles. 1968: 173-174. ISBN 0-7153-4188-X.
82. ↑  Jackson, Alan. . David & Charles. 1986: 86. ISBN 0-7153-8839-8.
83. ↑  Great Britain Historical GIS / University of Portsmouth,  Census 1951: Middlesex population. Retrieved 2025-07-13.
84. ↑  . Flag Institute （英语）.
85. ↑  Verstegan, Richards. . London: John Bill. 1628: 22.
86. ↑  Blunt, Christopher. . British Numismatic Journal. 1974, XLII: 47–48. ISSN 0143-8956.
87. ↑  . Parker Library. Corpus Christi College, University of Cambridge. 2015-09-08  [2016-04-06]. （原始内容存档于2018-12-25）.
88. ↑  Fox-Davies, Arthur Charles. . London: T.C. & E.C. Jack. 1915: 512.
89. ↑  . Civic Heraldry of England, Wales and Northern Ireland.   [2025-07-14]. （原始内容存档于2025-01-12） （英语）.
90. ↑  . Civic Heraldry of England, Wales and Northern Ireland.   [2025-07-14]. （原始内容存档于2010-12-11） （英语）.
91. ↑  . Civic Heraldry of England, Wales and Northern Ireland.   [2025-07-14]. （原始内容存档于2014-04-21） （英语）.
92. ↑  Scott-Giles, C. W. . London: J.M. Dent & Sons Ltd. 1953: 11.
93. ↑  . Civic Heraldry of England, Wales and Northern Ireland.   [2025-07-14]. （原始内容存档于2012-02-22） （英语）.

### 來源
- Geographers' A-Z Map Company,  6, Geographers' A-Z Map Company, 2008, ISBN 978-1-84348-592-6
- Mills, A.D., , Oxford, 2001, ISBN 0-19-280106-6
- Page, William (编), , Victoria County History, British History Online, 1911
- Brett-James, Norman G. . London: Robert Hale. 1951. County Books series
- Robbins, Michael. . Chichester: Phillimore. 2003 [1953]. ISBN 978-1-86077-269-6.
- Royal Mail,  4, Royal Mail Group, 2004
- Jobson, Adrian. . London: Bloomsbury. 2012. ISBN 978-1-84725-226-5.
- Carpenter, David. . London: Hambledon Press. 1996. ISBN 1-85285-137-6.
- Carpenter, David. . London: Penguin. 2004. ISBN 978-0-14-014824-4.
- Yorke, Barbara. . Routledge. 2002. ISBN 978-1-134-70725-6.

## 外部連結
- Victoria County History of Middlesex（页面存档备份，存于）
- Map of Middlesex on Wikishire
- Historic boundary as layer for Google Earth Archive.today的存檔，存档日期2013-01-03
- Article on Middlesex from Encyclopædia Britannica
- The Middlesex Federation
- Maps of Middlesex subdivisions: Edmonton, Elthorne, Gore, Isleworth and Spelthorne
  - Ossulstone: Outer Finsbury, Inner Finsbury 的存檔，存档日期2012-10-25., Outer Kensington, Inner Kensington, Holborn and Tower
- Middlesex and West London Photo Galleries